# Daltrey
Daltrey je první sólové album Rogera Daltreyho, zpěváka The Who. Poprvé bylo vydáno v roce 1973. Nahrávání proběhlo během šesti lednových a únorových týdnú roku 1973.

## Seznam skladeb
Autorem všech skladeb je David Courtney a Leo Sayer, kromě uvedených výjimek.
1. „One Man Band“ – 3:54
2. „The Way of the World“ (Adam Faith, David Courtney) – 3:16
3. „You Are Yourself“ – 4:13
4. „Thinking“ – 4:27
5. „You and Me“ (Adam Faith, David Courtney) – 2:32
6. „It's a Hard Life“ – 3:39
7. „Giving it All Away“ – 3:26
8. „The Story So Far“ – 4:08
9. „When the Music Stops“ – 3:12
10. „Reasons“ – 3:50
11. „One Man Band“ (znovu) – 1:18[2]

## Obsazení
- Roger Daltrey – zpěv
- David Courtney – klavír
- Russ Ballard – kytara, klávesy
- Bob Henrit – bicí
- B. J. Cole – steel kytara
- Dave Arbus – housle
- Dave Wintour – basová kytara
- Jimmy Page – kytara v „There Is Love“[2]